# Balcanica Posnaniensia. Acta et studia
Balcanica Posnaniensia. Acta et studia – periodyk stworzony w Poznaniu w 1984 roku z inicjatywy prof. Włodzimierza Pająkowskiego. W latach 1984–2009 pismo ukazywało się jako wydawnictwo ciągłe, a zeszyty miały charakter tematyczny. Od 2009 roku jest wydawane jako rocznik o tematyce zróżnicowanej, choć zdarzają się też numery tematyczne. Wydawcą jest Wydział Historii Uniwersytetu im. Adama Mickiewicza w Poznaniu.   
Czasopismo jest poświęcone wszelkim sprawom dotyczącym regionu Europy Południowo-Wschodniej, od starożytności po wiek XXI, ma charakter interdyscyplinarny. Na jego łamach ukazują się artykuły z zakresu historii, etnologii, historii sztuki, archeologii, socjologii, nauk politycznych, filologii i innych nauk, głównie humanistycznych. Artykuły są wydawane w języku polskim, angielskim, rosyjskim, francuskim, niemieckim, rzadziej w słowiańskich językach bałkańskich. Czasopismo zawiera również recenzje, sprawozdania i biografie wybitnych uczonych zajmujących się Bałkanami. Nowe numery ukazują się w pierwszych miesiącach kolejnego roku.   
Redaktorzy prowadzący: Ilona Czamańska, Jędrzej Paszkiewicz